# Rue Réguelongue
La rue Réguelongue est une voie publique de Toulouse, chef-lieu de la région Occitanie, dans le Midi de la France.

## Situation et accès

### Description
La rue Réguelongue est une voie publique. Elle se trouve au cœur du quartier de Saint-Simon.
Elle naît perpendiculairement au chemin de Basso-Cambo, face à la place de l'Église-Saint-Simon. Longue de 919 mètres, large de 7 à 8 mètres et rectiligne, elle est orientée au nord-ouest. Elle se termine au carrefour de la route de Saint-Simon.
La chaussée compte une voie de circulation automobile à double-sens. Elle appartient à une zone 30 et la vitesse y est limitée à 30 km/h. Il n'existe pas d'aménagement cyclable.

### Voies rencontrées
La rue Réguelongue rencontre les voies suivantes, dans l'ordre des numéros croissants (« g » indique que la rue se situe à gauche, « d » à droite) :
1. Chemin de Basso-Cambo
2. Impasse Réguelongue (d)
3. Impasse André-Navarra (d)
4. Chemin de Liffard (d)
5. Rue Darboussier (d)
6. Rue Antoine-Bayes (g)
7. Route de Saint-Simon

### Transports
La rue Réguelongue n'est pas directement desservie par les transports en commun. Elle débouche cependant, à l'est, sur le chemin de Basso-Cambo, parcouru par la ligne de bus 87. De plus, à l'ouest, la route de Saint-Simon est parcourue par les lignes de bus 5358.
Il existait une halte sur la ligne ferroviaire de Toulouse à Sabarat (actuel no 23 bis chemin de Liffard) : elle desservait, au départ de la gare de Roguet (emplacement de l'actuelle cité Roguet, no 37 bis avenue Étienne-Billières), les haltes du rond-point de Lardenne (emplacement de l'actuel no 63 chemin des Vitarelles), de Prats et de la Mounède. Elle se prolongeait après Saint-Simon jusqu'à Cugnaux, Muret, Saint-Sulpice-sur-Lèze et Sabarat (Ariège). Il s'agissait d'une ligne exploitée à partir de 1905 par la compagnie des Chemins de fer du Sud-Ouest (CFSO). Elle fut fermée aux voyageurs en 1936, puis aux marchandises en 1938.
La station de vélos en libre-service VélôToulouse la plus proche est la station no 381 (4 chemin de Liffard).

## Odonymie
L'origine du nom de la rue Réguelongue, si elle est ancienne, puisqu'on la trouve déjà au XVIIe siècle, n'est pas tout à fait certaine. C'était à cette époque le nom du domaine que le chemin bordait. Il lui venait peut-être de la forme de ce domaine, qui aurait été tout en longueur et où les sillons de labour auraient été « longs » (rega longa, « long sillon » en occitan).

## Patrimoine et lieux d'intérêt

### Groupe scolaire de Saint-Simon
En 1897, le conseil municipal décide la construction d'un groupe scolaire pour le quartier de Saint-Simon. Il comprend une école de garçons, une école de filles, une classe maternelle, deux réfectoires et les cuisines, des communs, les logements du directeur et de la directrice, des préaux. Les travaux, peut-être menés sous la direction de l'architecte Eugène Curvale, sont terminés en 1902. Le groupe scolaire prend par la suite le nom de Paul Bert (1833-1886), médecin, physiologiste et homme politique républicain et radical, promoteur de l'« école gratuite, laïque et obligatoire », ministre de l'Instruction publique et des Cultes entre 1881 et 1882. En 1954, une nouvelle école maternelle et une nouvelle école élémentaire pour garçons sont construites le long du chemin de Liffard (actuel no 4). Enfin, en 2009, les bâtiments de la rue Réguelongue sont abandonnés par l'école et dévolus à l'école de Saint-Simon et à diverses associations. Enfin, en 2023, des travaux sont prévus afin d'y aménager un centre socio-culturel offrant une salle polyvalente, une salle de danse, une salle de théâtre, une salle d'activités artistiques et un espace de pratique musicale.
Le bâtiment est séparé de la rue Réguelongue par un mur de clôture surmonté d'une grille et percé de deux portails. Il adopte un plan en T dont l'aile principale donne sur la rue Réguelongue. La façade, symétrique, s'élève sur deux niveaux (un rez-de-chaussée et un étage), séparés par un cordon en brique. Elle est mise en valeur par un bossage continu alternant briques badigeonnées et enduit. Au rez-de-chaussée, les quatre fenêtres centrales sont segmentaires, tandis que les quatre fenêtres latérales sont surmontées d'un linteau métallique. À l'étage, elles sont rectangulaires. L'élévation est couronnée par corniche moulurée à denticules. Deux consoles soutenaient un fronton triangulaire, disparu désormais.

### Maisons
- no  50 : maison (deuxième quart du XXe siècle)[5].
- no  103 : maison toulousaine (deuxième moitié du XIXe siècle)[6].
- no  106: maison toulousaine (premier quart du XXe siècle)[7].
- no  123 : maison (deuxième moitié du XIXe siècle)[8].
- no  130 : maison (deuxième moitié du XIXe siècle)[9].

### Jardin Ernest-Pihlak
Le jardin Ernest-Pihlak se trouve au carrefour du chemin de Liffard et de la rue Darboussier.